# Vodoljub
Vodoljub (lat. Butomus), maleni biljni rod koji čini samostalnu porodicu (Butomaceae) s dvije vrste močvarnih trajnica iz razreda žabočunolike. Ovaj rod poznat je u hrvatskom jeziku kao vodoljub jer voli stajaće vode i močvare, i raširen je po Europi i Aziji, a u Americi je jedna vrsta naturalizirana.
Ime roda dolazi iz grčkog bous = govedo + tome = sijecati ili rezati, prema oštrim trobridnim listovima koji od dna močvare mogu narasti do jedan metar visine. Stabljika štitastog vodoljuba naraste do jedan i pol metar visine. Cvijet je dvospolan, dekorativan, s mnogo Prašnika skupljen u štitaste cvatove na dugim drškama.
Na području Hrvatske raste samo štitasti vodoljub (Butomus umbellatus), a moguće je da je druga vrsta, Butomus junceus, u Hrvatskoj istrebljena.

## Vrste
1. Butomus junceus
2. Butomus umbellatus